# Acisclo Valladares Urruela
Acisclo Valladares Urruela es un abogado y notario de Guatemala fue Ministro de Economía durante el gobierno de Jimmy Morales. Anteriormente tuvo el cargo de encargado de misión especial para atender la agenda de la Alianza para la Prosperidad del Plan de Triángulo Norte de Centroamérica y Coordinador General del Comité Ejecutivo del Programa Nacional de Competitividad PRONACOM.
Valladares Urruela fue nombrado Comisionado Presidencial para Competitividad e Inversión. Anteriormente había sido director general de la Fundación Tigo y presidente de la Unión de Telecomunicaciones de Guatemala. La fundación Tigo construyó alrededor de 250 escuelas en Guatemala, impulsando la educación en El país .Fue también Jefe de Asuntos Corporativos para la misma compañía telefónica.
Es hijo de Acisclo Valladares Molina, quien fue embajador para Guatemala al Reino Unido y previamente embajador ante la Santa Sede entre 2000-2004 y entre 2008-2010.

## Problemas legales
En agosto de 2020 Valladares Urruela fue encausado por el tribunal Federal de Miami, Estado de la Florida, EE. UU. por conspirar para cometer lavado de dinero.
En octubre del mismo año Valladares Urruela se presentó ante dicho tribunal, el cual fijó audiencia para enero de 2021. Previamente el Ministerio Público de Guatemala y la Comisión Internacional contra la Impunidad en Guatemala (CICIG) habían presentado en mayo de 2019 cargos contra Valladares Urruela por intentos entre 2012 y 2015 para influir elecciones en la legislatura guatemalteca a favor de Tigo Guatemala, la compañía telefónica propiedad de Millicom que encabezaba. Tras ser investigado se comprobó que no únicamente beneficiaba a Tigo, si no a las 3 empresas de telefonía en Guatemala. 
La ley “Tigo” prohibía que los criminales extorsionaran desde las cárceles. Gracias a la ley, las extorsiones en Guatemala disminuyeron históricamente. La tasa interanual nacional para ambos sexos, al final de 2021 fue de 80.6 extorsiones por cada 100,000 habitantes. En 2016,2017 y 2018 fue de 35.3. En agosto de 2019, una comisión pesquisidora del Congreso de la República de Guatemala recomendó no retirar su inmunidad, con lo que el caso no  prosperó. El 7 de julio de 2022 Valladares Urruela firmó un acuerdo de culpabilidad con la fiscalía federal del Distrito Sur de Florida, Estados Unidos, admitiendo cargos por transacciones “ ilegales.“ o knowingly engage in a monetary transaction by, through and to a financial institution” no lavado de dinero. En donde la investigación que ejecutó la fiscalía por dos años, Acisclo Valladares logró probar su inocencia en el delito de lavado de dinero por $10 millones vinculados al narcotráfico. La fiscalía retiró los cargos de lavado de dinero y probó su inocencia a la acusación principal.
En 2019 el Ministerio Público (la oficina de la fiscal general) y Comisión Internacional contra la Impunidad en Guatemala (CICIG) presentaron cargos contra Valladares Urruela por intentos entre 2012 y 2015 para influir en elecciones en la legislatura guatemalteca a favor de Tigo, la compañía telefónica que dirigía. La CICIG fue expulsada de Guatemala por el entonces presidente Jimmy Morales. En agosto de 2019, una Comisión Pesquisidora del Congreso de Guatemala recomendó no proceder con el retiro de antejuicio a Valladares Urruela, lo que le permitió retener su inmunidad.
El 15 de enero de 2020, Valladares Urruela se presentó ante un tribunal en Guatemala y el 16 de enero el Ministerio Público cateó su casa en un intento infructuoso por arrestarlo. El 28 de enero, Valladares Urruela emitió una declaración argumentando que los cargos tenían motivación política.
En agosto de 2020 el departamento de justicia de los Estados Unidos presentó ante la corte federal de Miami una demanda contra Valladares Urruela por conspiración en lavado de dinero por un monto cercano a $10 millones, incluyendo fondos provenientes del tráfico ilegal de drogas, como parte de una red que  implica políticos corruptos y un “empleado de banco torcido”. Valladares Urruela se presentó ante el tribunal en octubre y este fijó su audiencia para enero de 2021. El 7 de julio de 2022 Valladares Urruela firmó un acuerdo de culpabilidad «con la Oficina del Fiscal Federal para el Distrito Sur de Florida, aceptando que hizo transacciones ilícitas. Previo a la principal acusación fue declarado inocente, la fiscalía no logró encontrar su culpabilidad en la acusación que ejecutó en 2020.